# Cavolo Nero (band)
Cavolo Nero is een Nederlandse band, bestaande uit Chris Walthaus (zang en basgitaar), Jelle Crooijmans, (zang en gitaar), Sjors Derks (gitaar), Boudewijn Snijders (toetsen en zang), Daan van de Ven (drums) en Omar Beganovic (percussie).

## Geschiedenis
De band brengt sinds februari 2022 muziek uit, met Seaweed als eerste single. De heren kennen elkaar grotendeels van de Herman Brood Academie. De muziek die zij maken, is een kruising tussen indiepop en afrobeat met effecten uit de groovegeoriënteerde- en psychedelische muziek. Hun tweede single werd in april van 2022 gereleased. Deze had de titel Habitat. Deze single was een voorloper van de titelloze debuut-ep van de band, uitgebracht in juli 2022. De tweede helft van 2022 was Cavolo Nero onderdeel van Popronde van dat jaar. Begin 2023 stond de band op ESNS. Andere festivals waar de band optrad in 2023 waren onder andere het Houtfestival, Zwarte Cross en Into the Great Wide Open.
In 2024 werd de tweede ep van de band uitgebracht. Deze ep kreeg de titel Nightshade en het genre is net als eerdere muziek een kruising tussen afrobeat en indiepop. De band deed met de ep een clubtour door Nederland, spelend in onder andere de Melkweg, Merleyn, Hedon en Simplon. Ook waren er optredens op de festivals Oerol en de Vierdaagsefeesten.

## Discografie
- Cavolo Nero (ep, 2022)
- Nighshade (ep, 2024)